# Bughouse Bellhops
Bughouse Bellhops  è un cortometraggio muto del 1915 diretto e prodotto da Hal Roach. Interpretato da Harold Lloyd, il film fa parte della serie di comiche che hanno come protagonista il personaggio di Lonesome Luke.

## Produzione
Il film fu prodotto dalla Pathé Frères e Rolin Films (con il nome Phunphilms). Venne girato dal 14 settembre al 1º ottobre 1915.

## Distribuzione
Distribuito dalla Pathé Exchange, uscì nelle sale cinematografiche USA l'8 novembre 1915 mentre in Francia il film venne distribuito dalla Pathé Frères l'anno seguente, il 1º dicembre 1916, con il titolo Un personnel choisi.